# Сесенья
Сесенья (ісп. Seseña) — муніципалітет в Іспанії, у складі автономної спільноти Кастилія-Ла-Манча, у провінції Толедо. Населення — 17 522 особи (2010).
Муніципалітет розташований на відстані близько 34 км на південь від Мадрида, 38 км на північний схід від Толедо.
На території муніципалітету розташовані такі населені пункти: (дані про населення за 2010 рік)
- Ла-Естасьйон: 32 особи
- Сесенья: 12513 осіб
- Сесенья-Нуево: 4977 осіб

## Демографія
Динаміка населення (INE ):

## Галерея зображень

Розташування муніципалітету у провінції Толедо